# محمد السناني
محمد بن متروك بن خليف بن مطلق السناني الجهني، شاعر سعودي، ولد في العيص عام 1384هـ، يعد من أبرز شعراء المحاورة في السعودية والخليج.

## البدايات
بدأ شعر المحاورة وعمره لا يتجاوز 15 عام وأول بدايته عام 1404هـ مع الشعراء: صياف السحيمي وحبيب العازمي ونواف العازمي وعبد الله العير وفيصل الرياحي وزيد العضيلة يلقب بأبو تركي.

## شاعريته
يمتاز بجمال الصوت وقوة المعنى، وله العديد من المحاورات مع شعراء العصر الذهبي، وأثبت جدارته وشُهد له بالشاعرية الفذة، وتحتوي أبياته على ثقافة أدبية ودينية، وقد لقبه محبوه من أبناء قبيلته بلقب (متنبي جهينة).
ابتعد في شعره عن الإسفاف والتجريح، ولقب أيضاً بلقب (جنيه الذهب) لقبه به الأمير سلطان بن عبد العزيز عام 1418هـ بعد محاورة في قصر الشفا بالطائف.
شارك في كثير من مهرجانات شعر المحاورة في الخليج العربي.
شارك في تحكيم مسابقة (شاعر المعنى).